# عمرة سيت (بوالحسن)
عمرة سیت (بالفارسية: عمره سیت) هي قرية تقع في إيران في قسم بوالحسن الريفي. يقدر عدد سكانها بـ 91 نسمة بحسب إحصاء 2016.